# Gare de Saint-Josse
La gare de Saint-Josse est une gare ferroviaire française (fermée) de la ligne de Longueau à Boulogne-Ville, située sur le territoire de la commune de Saint-Josse dans le département du Pas-de-Calais, en région Nord-Pas-de-Calais. 
C'est une ancienne gare de la Société nationale des chemins de fer français fermée au service des voyageurs.

## Situation ferroviaire
Établie à 7 mètres d'altitude, la gare de Saint-Josse est située au point kilométrique (PK) 220,219 de la ligne de Longueau à Boulogne-Ville, entre les gares ouvertes de Rang-du-Fliers - Verton et d'Étaples - Le Touquet. 

## Histoire
Le 17 août 1877, une halte pour voyageurs est ouverte à l'exploitation par la Compagnie des chemins de fer du Nord.

## Service des voyageurs
La gare est fermée au trafic des voyageurs. Le bâtiment voyageurs existe encore en 2021.